# La rajada
La rajada (en francés La Raie) o conegut també com a Bodegó amb gat i rajada és un quadre a l'oli pintat per l'artista francés del Rococó Jean Siméon Chardin vers l'any 1725-1726, i que avui podem veure al Museu del Louvre a París.

## Context
El 3 de juny de 1728 aquesta obra va ser exposada per primera vegada a l'Exposició de les Joventuts (en francès: Expositions de la Jeunesse) a la Plaça Dauphine juntament amb el quadre: El Buffet. El quadre va causar una gran admiració entre els membres de la Reial Acadèmia de Pintura i Escultura, entre ells Louis Boullongne i Nicolas de Largillière. Els quals van encoratjar al jove Chardin a ingressar a l'Acadèmia. El 26 de setembre de 1728 i gràcies a aquesta obra, que va ser adquirida per l'Acadèmia i posteriorment va passar al Museu del Louvre, Chardin va ser admès com a pintor de flors i temes costumistes, el gènere inferior dins de la jerarquia de la pintura.

## Descripció
Es tracta d'una de les obres de major dimensió dins la seva trajectòria, possiblement perquè Chardin volia impressionar als espectadors que la veien. El quadre està molt influenciat per les natures mortes holandeses del s.XVII i XVIII. Però Chardin va més enllà, i juga amb dos tipus de natura: La viva, representada pel gat a banda esquerra amb l'esquena arquejada amb actitud desafiant cap a l'espectador. I la morta, representada per la figura de la rajada, amb el ventre obert, i que amb les seves aletes domina tot el centre de la composició.

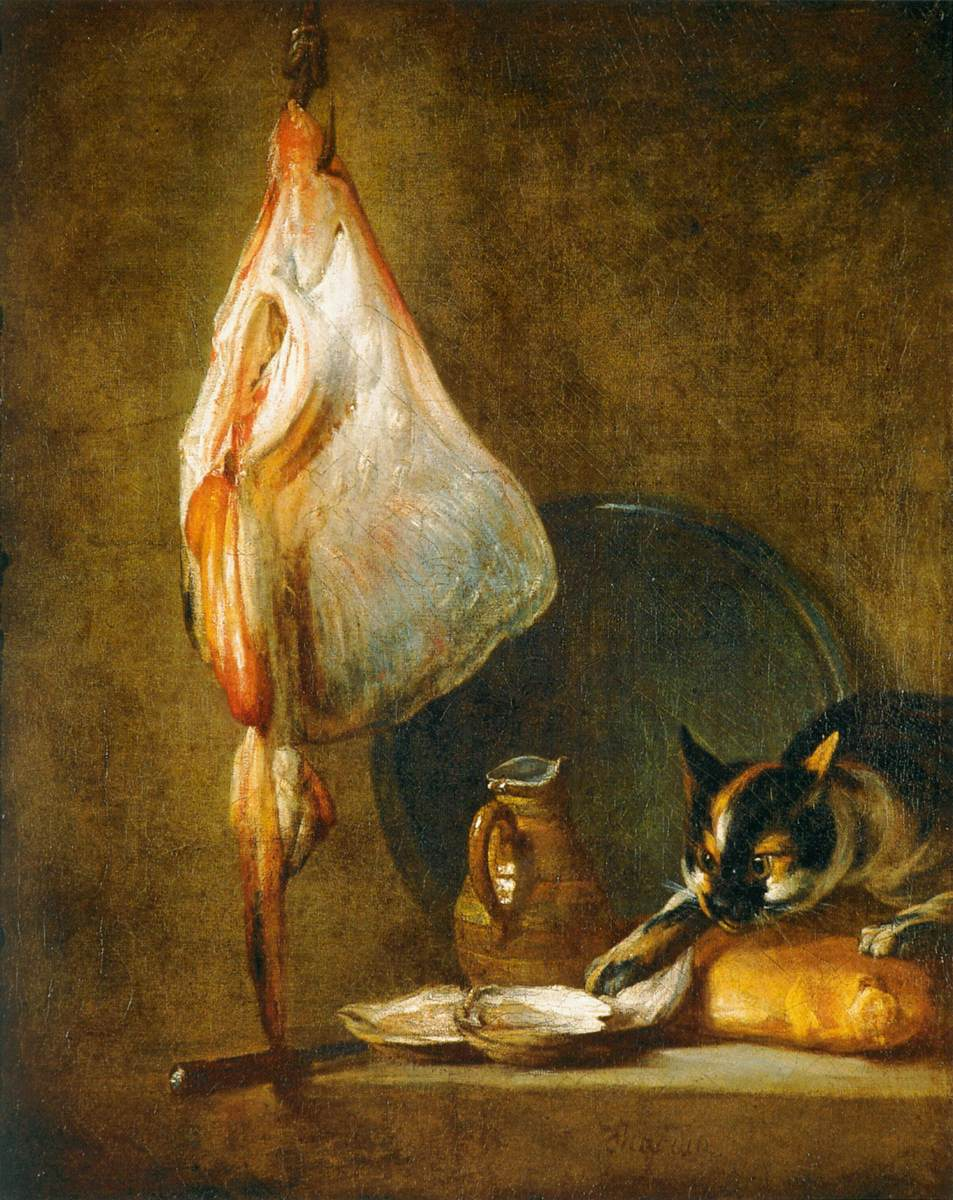
Jean Siméon Chardin Bodegó amb gat i rajada (1728) Museu Thyssen-Bornemisza

Acompanyant, podem trobar diversos objectes distribuïts una gerra, un ganivet, una paella i una cassola sobre una tela blanca amb una ratlla grisa-verdosa que contrasta cromàticament amb el marró dels fons del quadre. Objectes molt comuns i quotidians en les natures mortes de Chardin i que distingeixen un estil i una manera de pintar singulars. A la banda esquerra podem veure com el gat es dirigeix cautelosament entre un grup d'ostres obertes cap a dos peixos situats tots just sota de la rajada, creant d'aquesta manera un moviment dolç i càlid davant la fredor representada pel vermell dels budells de la rajada.
Chardin demostra en aquesta obra un gran talent i molta destresa amb els pinzells. Una agilitat en les pinzellades i en el detallisme molt característics de la seva obra. No obstant, es tracta d'un dels quadres més "acadèmics", ja que Chardin volia impressionar al públic i d'altres pintors, i no desenvolupa la personalitat i la intimitat i l'amabilitat que es poden observar en els seus posteriors bodegons.

## Simbolisme
Sobre aquesta obra i concretament sobre la figura de la Rajada s'han fet moltes teories. Això és degut al fet que Chardin utilitza el gènere de la natura morta per expressar molt més que els mateixos objectes en si. És un fet molt comú dins de les seves natures mortes que el motiu principal del quadre esdevingui secundari, i que destaqui molt més el quadre per qüestions pictòriques com la llum, les textures o els colors. Idees que interessaven molt a Chardin i que fan de les seves obres siguin tan especials en comparació d'altres artistes de l'època, i que fan que l'apropin més a les idees plàstiques dels pintors impressionistes.
La rajada era un animal molt preuat i difícil de trobar en els mercats del moment, i Chardin va dedicar més d'una obra a aquest animal com la versió Bodegó amb gat i rajada de 1728 que es pot trobar al Museu Thyssen-Bornemisza a Madrid. En aquesta versió Chardin desenvolupa tot un llenguatge personal, allunyant-se de l'academicisme de la versió del Louvre i creant la intimitat entre els diversos objectes pròpia en el seu estil.
Molts han vist en aquest animal una prefiguració del Crist a la creu. Marcel Proust ho comparava amb una Catedral pel fet que la rajada es troba oberta i es pot contemplar el seu interior com la nau d'una catedral policromada. René Démoris, també ha relacionat la rajada amb el sexe femení i amb associacions sexuals de component sàdic representades pel ganxo per on penja la rajada.